# Lupuline

L'humulone,
un dérivé de la lupuline

La lupuline est une substance jaunâtre produite par les plants femelles du houblon (Humulus lupulus) et utilisée en brasserie pour donner à la bière son amertume. Elle sécrète en effet des résines amères (contenant de la lupulone, l'humulone, et le xanthohumol) qui contribuent essentiellement à cette amertume et des huiles essentielles (hydrocarbures du groupe des terpènes) qui contribuent en partie au bouquet de la bière.
Au cours de la fabrication de la bière, la lupuline, principe actif du houblon, se décompose en deux composés, l'acide alpha humulone et l'acide bêta lupulone. Au cours de la cuisson, l'humulone se transforme ensuite en isohumulones, deux bactériostatiques à la saveur amère. Le second acide, la lupulone, qui est lui aussi un antibactérien, est en outre un antioxydant. Ces composés contribuent avec un autre tannin aux effets antimicrobiens et antibiotiques, le xanthohumol, à la conservation de la bière. 